# Владимир (Богоявленский)
Митрополи́т Влади́мир (в миру Васи́лий Ники́форович Богоявле́нский; 1 [13] января 1848, село Маломоршевка, Моршанский уезд, Тамбовская губерния — 25 января (7 февраля) 1918, Киев) — епископ Православной российской церкви, экзарх Грузии (1892—1898), митрополит Московский и Коломенский (1898—1912), митрополит Санкт-Петербургский и Ладожский (1912—1915), Киевский и Галицкий (1915—1918); с 1892 года состоял постоянным членом Святейшего синода, с ноября 1912 по март 1917 года первенствующий член Святейшего синода. Был единственным иерархом Православной российской церкви синодального периода, последовательно занимавшим все три митрополичьи кафедры в Российской империи. Был внесён в список как одна из кандидатур при выборе патриарха на этапе первоначального голосования на Поместном соборе. Был тем, кто провозгласил в Соборе жребий быть Тихону патриархом. Погиб при штурме Киева советскими войсками в феврале 1918.
Прославлен Русской православной церковью в 1992 году в лике святых как священномученик (память — 25 января по юлианскому календарю). День молитвенного поминовения священномученика митрополита Владимира (Богоявленского) объявлен днём молитвенного поминовения всех новомучеников российских (ближайшее воскресенье к 7 февраля по н. ст.).

## Биография
Родился 1 января 1848 года в семье Никифора Богоявленского, священника села Маломоршевка Моршанского уезда Тамбовской губернии. Предположительно, четвероюродный брат архиепископа Василия (Богоявленского).
Окончил Тамбовское духовное училище (1864), Тамбовскую духовную семинарию (1870), Киевскую духовную академию со степенью кандидата богословия (1874). Кандидатское сочинение — «О праве церковного отлучения».
С 1874 года преподавал гомилетику, литургику и пастырское богословие в Тамбовской духовной семинарии. С 1875 года преподавал там же Священное Писание. Одновременно был преподавателем немецкого языка в семинарии, а также являлся учителем географии вначале в епархиальном женском училище, а затем в женской гимназии.

### Священник и монах
Оставил преподавание ради пастырской деятельности. В 1882 году женился и 31 января был епископом Тамбовским и Шацким Палладием (Ганкевичем) рукоположён во священника к Покровской соборной церкви города Козлова. С 1883 года — настоятель Троицкой церкви Козлова, благочинный городских церквей. Показал себя талантливым проповедником, проводил с прихожанами внебогослужебные беседы.
После смерти жены, а затем и дочери принял монашеский постриг в тамбовском Казанском монастыре 8 февраля 1886 года; 9 февраля был возведён в сан архимандрита, назначен настоятелем Козловского Троицкого монастыря. С 6 октября того же года — настоятель новгородского Антониева монастыря.

### Епископ Старорусский
21 мая 1888 года император утвердил доклад Святейшего синода о «бытии архимандриту Владимиру» епископом Старорусским, викарием Новгородской епархии. 3 июня того же года в Александро-Невской лавре хиротонисан во епископа митрополитом Исидором и другими иерархами.
Он старался организовать повсеместное проповедничество в Новгороде и его епархии путём привлечения к нему всего приходского духовенства. Придавал большое значение внебогослужебным беседам священников с народом. При перенесении из Тихвина Старорусской иконы Божией Матери в августе — сентябре 1888 года участвовал в её встрече в Новгороде и Старой Руссе.

### Епископ Самарский и Ставропольский
С 19 января 1891 года — епископ Самарский и Ставропольский. Возобновил противораскольнические и противосектантские собеседования в приходских храмах и сам присутствовал на них. Основал в Самаре Алексеевское религиозно-просветительное братство; положил начало духовно-нравственным чтениям в зале Городской думы. Открывал женские церковные школы. Всероссийскую известность принесла его деятельность во время эпидемии холеры, охватившей Поволжье, совпавшей с голодом вследствие неурожая. На холерных кладбищах он совершал панихиды о почивших, служил на городских площадях молебны об избавлении от бедствий, безбоязненно посещал холерные бараки в местах, охваченных эпидемией. Состоял почётным членом в берлинском православном Свято-Князь-Владимирском братстве.
Деятельность энергичного архипастыря и проповедника была оценена обер-прокурором Святейшего синода Константином Победоносцевым, внимание которого было обращено, в частности, известным юристом Анатолием Кони, случайно слышавшим слово Владимира в самарском соборе, что положило начало его быстрому продвижению вверх в церковной иерархии.

### Экзарх Грузии
С 18 октября 1892 года — архиепископ Карталинский и Кахетинский, Экзарх Грузии, член Святейшего Синода. За время его служения в Грузии было построено более ста храмов и открыто более трёхсот церковно-приходских школ, учреждено миссионерское епархиальное духовно-просветительное братство. Во время холеры на Кавказе при тифлисских церквах устроены были столовые для бедного народа. Как и в Самаре, большое внимание уделял внебогослужебным собеседованиям. В период его экзархата в Тифлисской семинарии произошло выступление студентов против мелочного контроля и злоупотреблений со стороны русской администрации:

Семинаристы-грузины отказались идти в церковь и на акт в день их семинарского праздника, а вместо этого собрались где-то за городом и составили Экзарху петицию о том, чтобы некоторые из начальствующих и учащих лиц были уволены из семинарии за их крайне деспотическое отношение к ученикам, а некоторым предлагали изменить свой образ действий. Отправились к Экзарху депутаты. Последних он не принял, а петицию взял и потребовал по содержанию оной объяснения от тех лиц, о которых в петиции упоминалось. На другой день он сам приехал в семинарию и потребовал к себе депутатов, но семинаристы заявили, что вчера они к нему приходили, но он их не принял, а сегодня пускай он к ним придет, так как все семинаристы в сборе. Экзарх пришёл к ним, но никто не принял от него благословения, и все убеждения его ввести семинарскую жизнь в колею остались напрасны.— Дневник А. Н. Львова, 1 февраля 1894
Соработник Владимира в тот период священник Иоанн Восторгов позднее вспоминал, что экзарх был объектом постоянных клеветнических донесений в Петербург со стороны местного грузинского духовенства; Восторгов также свидетельствовал, что в июне 1895 года, в день, когда в синодальной конторе в Тифлисе бывший священник Колмахелидзе убил архимандрита Николая Симонова, экзарх также стал объектом предотвращённого покушения, со стороны псаломщика, пойманного в кустах у дома экзарха с кинжалом.
В 1897 году избран почетным членом Казанской Духовной Академии.

### Митрополит Московский и Коломенский

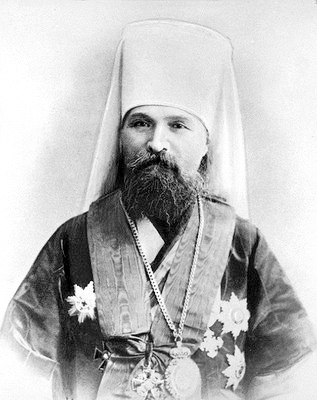
Владимир (Богоявленский), митрополит Московский. Фотография. Начало 1910-х годов

21 февраля 1898 года назначен митрополитом Московским и Коломенским, священноархимандритом Троице-Сергиевой лавры. Прибыл в Москву 27 марта того же года; был торжественно встречен на Николаевском вокзале духовенством, народом и генерал-губернатором Москвы великим князем Сергеем Александровичем. На следующий день торжественно вступил на кафедру московских святителей в Успенском соборе Кремля.
В Москве занимался миссионерством среди рабочих, полемикой с марксистскими идеями. В 1905 году активно поддержал усилия московского генерал-губернатора Фёдора Дубасова по борьбе с революцией. Обращал особое внимание на борьбу с народным пьянством. В 1906 году член Предсобрного присутствия. С 1907 года председатель Московского отдела Императорского православного палестинского общества. В 1911 году под его покровительством состоялся Российский противоалкогольный съезд. В здании построенного при нём Епархиального дома проводились лекции, чтения, беседы, действовала библиотека с читальным залом. Поддерживал церковную и благотворительную деятельность великой княгини Елизаветы Феодоровны. В 1912 году на Всероссийском съезде практических деятелей по борьбе с алкоголизмом митрополит Владимир выступил с докладом «Против ли нас, абстинентов, Библия?».
30 мая 1912 года митрополит Владимир участвовал в открытии памятника императору Александру III в Москве и освящал его. В этот же день удостоен Высочайшего рескрипта.

### Митрополит Санкт-Петербургский и Ладожский
23 ноября 1912 года назначен митрополитом Санкт-Петербургским и Ладожским, священноархимандритом Свято-Троицкой Александро-Невской лавры и первенствующим членом Святейшего синода. 3 декабря прибыл в Москву для прощания с московской паствой (сдал епархиальные дела викарному епископу Василию (Преображенскому) 8 декабря; находился в Москве вплоть до 10 декабря), в ходе которого имел место ряд посещений и приёмов. В те же дни, право-либеральная московская газета «Утро России» печатала ряд материалов, говоривших о расцветшей вокруг митрополита «семейственности», а также о «резком самовластии, с каким правил митрополит Владимир епархиальными делами и с каким держался в своём обращении с подчинёнными ему пастырями», добавляя, что он «в налагаемых им суровых взысканиях не считался ни с саном, ни с возрастом священнослужителей» (газета приводила пространный список московских священников, «пострадавших» от митрополита).
Высочайшим рескриптом от 21 февраля 1913 года (в день празднования 300-летия дома Романовых) ему был пожалован крест для предношения в священнослужении.
Протопресвитер Георгий Шавельский, бывший членом Синода в предреволюционные годы, находясь в эмиграции, так оценивал его деятельность как первенствующего члена Святейшего синода: «Благочестивый и скромный, добрый, простой, честный и прямой — он однако совсем не подходил для своего поста. Ему не доставало нужного ума и широты взгляда, быстрой сообразительности и необходимой деловитости. Для какой-либо провинциальной кафедры он оказался бы весьма достойным архипастырем, но в вожди Русской Церкви, да ещё в столь бурное время, он совершенно не годился: для этого ему не хватало и авторитета, и кругозора, и такта, и даже ловкости. <…> В царской семье, как и в высших кругах, он не пользовался почётом; не сумел он стяжать и любви народной. Руководить синодальной работой он не мог: заседания Синода под его председательством проходили запутанно и нудно. Нужен был совсем иной кормчий для Церкви и Синода».
В январе 1915 года пресса сообщала, что в ходе прений в Синоде по иску о расторжении брака одной особы по причине заболевания сифилисом её супругом стал на сторону тех, кто высказывались против дачи развода, указывая, среди прочего, что «сифилис, к прискорбию, сильно распространён в народе, и не следует создавать лишний прецедент для исков о разводе».
В 1915 году удостоен степени доктора богословия.
Выступал против влияния Григория Распутина на синодальные дела, благодаря чему, по отзыву Шавельского, «непопулярный и незаметный митрополит Владимир сразу стал популярным и почти знаменитым». Антираспутинская позиция митрополита Владимира вызвала недовольство царского двора. По мнению современников, указанные обстоятельства определили то, что по смерти митрополита Киевского Флавиана, последовавшей в начале ноября 1915 года, митрополит Владимир был удален со столичной кафедры перемещением на Киевскую. Вместо него Петроградскую кафедру получил митрополит Питирим (Окнов), имевший стойкую репутацию распутинца.

### Митрополит Киевский и Галицкий
С 23 ноября 1915 года — митрополит Киевский и Галицкий с сохранением звания первенствующего члена Святейшего синода. Протопресвитер Георгий Шавельский писал о том в эмиграции: «Митрополит Владимир открыто стал на сторону врагов Распутина. А затем он же выступил главным обвинителем распутинского друга епископа Варнавы <…> Перевод митрополита Владимира в церковных кругах объяснялся двумя последними причинами. В Петроградском, уже взвинченном распутинской историей, обществе он вызвал множество толков и опасений, — опасались даже бунтов в народе. Непопулярный и незаметный митрополит Владимир сразу стал популярным и почти знаменитым. Конечно, никаких бунтов не произошло. Поднявшаяся буря ограничилась пересудами и нареканиями, спорами и разговорами не столько о митрополите Владимире, сколько о Распутине и епископе Варнаве, о которых и без того много говорили. Сам митрополит Владимир был потрясен своим переводом, но крепился, стараясь не обнаружить своих переживаний.»
По воспоминаниям князя Николая Жевахова, бывшего тогда товарищем Обер-прокурора Святейшего синода Николая Раева, в революционные дни, на «памятном» заседании Святейшего синода 26 февраля 1917 года, когда Петроград был полностью парализован политическими забастовками и демонстрациями, отверг предложение князя обратиться с воззванием к населению, сказав ему: «Это всегда так. Когда мы не нужны, тогда нас не замечают: а в момент опасности к нам первым обращаются за помощью». Признал Временное правительство, но подал в отставку с поста члена Синода, оставшись на киевской кафедре.
15 августа 1917 года возглавил совершение литургии в московском кремлёвском Успенском соборе, предварявшей занятия Всероссийского Поместного собора, почётным председателем которого он был избран (председателем Собора был избран митрополит Московской Тихон (Беллавин)).
Выступал против автокефалистских настроений среди части киевского украинского духовенства, образовавшего осенью 1917 года, при поддержке министра исповеданий Центральной рады Миколы Бессонова (бывший епископ Никон), «Всеукраинскую церковную раду» под председательством архиепископа Алексия (Дородницына), бывшего Владимирского, противостоявшего Киевскому митрополиту.
28 декабря 1917 года по благословению патриарха Тихона в Киеве открылся Всеукраинский Церковный собор. Фактическое начало занятий Собора состоялось 8 января 1918 года под почётным председательством митрополита Владимира. Патриарха Тихона на соборе представлял митрополит Платон. 19 января 1918 года закрылась первая сессия Всеукраинского собора; митрополит Владимир был избран председателем комиссии по созыву новой сессии Собора, намеченной на май 1918 года.

### Гибель
Тело митрополита Владимира оказалось, при освидетельствовании, в умеренно окоченелом состоянии; руки полусогнуты и сложены на туловище, причём пальцы правой руки сложены для крестного знамения; правая нога полусогнута в коленях, а левая выпрямлена, на тело надето нижнее белье. На лице замечается разница в окраске правой и левой половины. На покрасневшей правой щеке, кроме мест хронического воспаления с поверхностным изъязвлением кожи, замечаются узкие ссадины свежего происхождения, на которых видна сукровица, растекающаяся по щеке. На полтора сантиметра выше угла правой глазной щели имеется рана около трёх миллиметров в диаметре с неровными краями, по всей вероятности, огнестрельного происхождения. В левой темянно-затылочной области имеется резаная рана с неровными краями, проникающая всю толщу покровов головы с обнажением кости, длиною два сантиметра. Под правым ухом, вблизи угла челюсти, имеется рана, колотая длиною в три миллиметра. На правой стороне, в области усов, имеются три колотые раны губы. В области правой ключицы огнестрельная рана с обожженными краями величиною около двух миллиметров в диаметре, — ниже её вершка на полтора, имеется огнестрельная, по всей вероятности, рана до полусантиметра в диаметре. Задняя стенка подкрыльцевой ямки представляет собою разорванную рану величиною в небольшой кулак; эта рана имеет на средине кожаную спайку, тоже надорванную; мягкой части из мышц и кожи в этой ране перерваны и частью вырваны; частей реберных костей, расположенных в области этой раны, недостает, а междуреберных мышц не имеется, и вся правая полость груди открыта. В правой поясничной области по подмышечной линии имеется горизонтальная колотая рана длиною до трёх сантиметров, из которой торчит часть сальника. В левой подмышечной области, у края восьмого ребра, имеется рана, проникающая всю толщу покровов, круглого очертания, с равными краями, слегка пропекшимися, около полусантиметра в диаметре. В области рукоятки грудины, у левого её края, имеется рана до двух миллиметров шириною, колотого характера. Из записанных повреждений — огнестрельные раны: в правый висок — слепая, в верхнюю часть правой половины груди, с выходом в правую подмышечную область, — раны, носящие характер действия разрывных пуль, а также колотая рана живота с выпадением внутренности — сальника, должно считать смертельными. Соответственно описанным ранам тела на одежде убитого как верхней — теплой шубы, так и нижних — рясе, и подряснике — имеются разрезы. На клобуке, в нижней правой части его, соответственно надглазной ране имеется круглая дыра, закопчённая дымом в окружности, в задней часта клобука имеются три прорванных дыры, соответствующих местам ранений головы. 
Освидетельствование тела убитого митрополита Высокопреосвященного Владимира производил врач статский советник Алексей Городецкий

#### Исторический контекст
На Всеукраинском Церковном соборе был поставлен вопрос об автокефалии Православной церкви на Украине. Митрополит Владимир твёрдо отстаивал единство Русской церкви. Лидер партии сторонников автокефалии архиепископ Алексий, самочинно поселившийся в Лавре по соседству с митрополитом Владимиром, активно настраивал монахов Лавры против митрополита и наместника. Обстановка на Соборе и вне его стен была конфликтной — позиции сторон определялись политическими пристрастиями, аргументами в споре участников Собора становилась вооружённая митингующая улица. В это время к Киеву приближались советские отряды под командованием Михаила Муравьёва. Собор, так и не приняв никакого решения, 18 января 1918 года был закрыт. 23—24 января советские войска (2-я революционная армия под командованием Рейнгольда Берзина) овладели Печерском. Лавра оказалась в осаде.
Безвластие и революционный хаос, охватившие Киев в конце января 1918 года, создали благоприятные условия для активизации уголовников. Ещё ранее, сразу после Февральской революции, в Печерской лавре началось брожение среди рядовых монахов против монастырского руководства, вызванное преимущественно материальным неравенством. В монастыре проходили митинги, на которых раздавались требования демократизации церковного управления и протесты против митрополита Владимира, чьи методы управления считались деспотичными. Монахи, поддавшись революционным веяниям, даже избрали себе нового наместника, архимандрита Климента (Жератиенко). Моральный авторитет Владимира и благоговение к нему пали настолько низко, что среди лаврских насельников просто не нашлось тех, кто искренне стремился защитить его достоинство и жизнь. Вместе с тем исследователь Кабанец отметил, что национально-религиозные разногласия не играли ключевой роли в умонастроениях монахов, поскольку национальное сознание у них почти отсутствовало, и для подавляющего большинства насельников монастыря требования автокефалии не шли дальше представлений об экономической самостоятельности и самоуправлении.
Поздно вечером 24 января 1918 года в дом наместника в Верхнем монастыре ворвались четверо вооружённых солдат в сопровождении женщины, одетой сестрой милосердия, потребовали накормить их ужином, а поужинав, тщательно обыскали дом. Позже стало известно, что нападавшие перед этим ограбили благочинного и лаврское казначейство, забрав даже обесцененные инфляцией кредитные билеты и боны на ничтожную сумму.
Днём 25 января 1918 года красногвардейцы провели обыск в покоях митрополита. Монахи жаловались красногвардейцам, что они хотят устроить в монастыре такие же порядки, как у красных — с комитетами и советами, но митрополит не позволяет им.

#### Убийство
Вечером 25 января 1918 года к митрополиту, жившему в Киево-Печерской лавре, пришли пятеро вооружённых солдат во главе с человеком, на голове которого была надета бескозырка, поэтому очевидцы приняли его за матроса. Ранее монахами лавры, подстрекаемыми архиепископом Алексием, был пущен слух, что у митрополита хранятся деньги киевских храмов, и пришедшие требовали, чтобы он их отдал. Затем Владимира забрали из его покоев якобы для того, чтобы отвести к коменданту. Но вместо этого митрополита вывели из лавры через Всехсвятские ворота и зверски убили между валов Старой Печерской крепости, неподалёку от Никольской (впоследствии Лаврской) улицы.
Имевшаяся в лавре наёмная охрана — «специальная милиция» — набиралась из всяких проходимцев и не выполнила своих обязанностей по защите монастыря, чем фактически потворствовала разбойникам, чьё нападение заняло не больше 20-25 минут и было рассчитано исключительно на внезапность и решительность. Преступники очень спешили, опасаясь, что их разоблачат и схватят. Исполнявший в митрополичьих покоях послушание швейцара монах Фёдор подслушал обрывки разговора между Владимиром и пришедшими солдатами — речь шла о деньгах. По свидетельству очевидцев, в комнатах господствовал «полный хаос… всё ценное ограблено, в том числе и деньги, но сколько именно, неизвестно». Нападавшие не смогли предвидеть лишь то, что все финансовые средства епархии и владыки (122 996 рублей и 278 419 рублей процентными бумагами) хранились не в монастыре, а в кассе Софийского митрополичьего дома. Неудача очень обозлила грабителей, что повлекло расправу с митрополитом. На теле убитого было найдено шесть пулевых отверстий и несколько колотых ран.
Свидетелями произошедшего были личные келейники, прислужники, секретарь Владимира и даже несколько высокопоставленных священнослужителей, в том числе прежний наместник Амвросий (Булгаков) и епископ Прилукский Феодор (Лебедев). Никто из них не оказал митрополиту никакой помощи. Более того, сохранилось воспоминание, что когда солдаты вели Владимира мимо Успенского собора, они столкнулись с большой группой монахов и паломников, но «все они отнеслись к уводу митрополита совершенно безучастно», и на призыв какой-то богомолки заявили, что происходящее «не их и не её дело».
29 января 1918 года для отпевания тело митрополита было перенесено в Великую Успенскую церковь лавры. Чин отпевания возглавил митрополит Тифлисский Платон (Рождественский).

#### Реакция. Расследование. Оценки
Убийство митрополита Владимира стало первым в списке трагических смертей православного епископата на землях бывшей Российской империи в ходе революции 1917 года и Гражданской войны в России. Большевистская пресса молниеносно откликнулась на убийство митрополита: уже на следующий день после убийства в «Известиях» появилось сообщение о трагической гибели митрополита Владимира Киевского «от рук неизвестных лиц» — эта же формулировка стала официальной версией убийства.
Когда известия об убийстве митрополита Владимира дошли до Собора, заседавшего в Москве, была образована комиссия для расследования преступления под председательством архиепископа Тамбовского Кирилла. Киев к этому времени уже был отрезан от России начавшейся гражданской войной, комиссия так и не смогла попасть в Киев. 15 февраля 1918 года, открывая торжественное заседание Собора, посвящённое памяти священномученика Владимира, Патриарх Тихон сказал, что «мученическая кончина Владыки Владимира была… жертвой благовонною во очищение грехов великой матушки России». Митрополит Арсений добавил, что «такие жертвы, какова настоящая, никого не устрашат, а, напротив, ободрят верующих идти до конца, путём служения долгу даже до смерти!»
Монахи лавры провели и опубликовали в виде отдельной брошюры самостоятельное расследование, которое, впрочем, не отличалось объективностью. В нём были допущены многочисленные искажения и преувеличения. Так, например, убийству приписывался ритуальный характер, в доказательство чего утверждалось, что «озверевшими сатанистами-изуверами» митрополиту было нанесено «свыше 20 колотых и свыше 30 огнестрельных ран».
Исследователь Кабанец отметил, что поведение «матроса», возглавлявшего банду грабителей, говорило в пользу того, что он неоднократно бывал в лавре в прошлом и лишь воспользовался появлением в Киеве советских войск как удобным поводом для разбоя; и напомнил о женщине, одетой сестрой милосердия, которая накануне убийства участвовала в обыске дома наместника. По мнению исследователя, она имела доступ к финансовым документам лавры и была наводчицей разбойников.
По утверждению историка Михаила Елизарова, матросы, пришедшие в Киев вместе с войсками Муравьёва, безусловно принимали участие в расстреле. Так, по свидетельству назначенного комендантом лавры большевика Сергеева (местного жителя и унтер-офицера), расстрелы в лавре попыталась начать группа красногвардейцев в 20 человек во главе с матросами, но он, рискуя собственной жизнью, действия этой группы предотвратил. Однако затем некоторое число самосудов всё-таки произошло, кульминацией террора стало убийство митрополита. По словам Берзина, расположившегося со своим штабом в лавре, убийство было совершено не с политическими, а с уголовными целями. Причём Берзин и бывшие там матросы, узнав об аресте митрополита, сразу постарались его освободить, но не успели.
Митрополит Евлогий (Георгиевский), свидетельствовал: 

Впоследствии я узнал, при каких обстоятельствах владыку Владимира убили. В злодействе свою роль сыграл и Алексей Дородицын, но кровь его и на монахах Лавры. Дородицын создал для митрополита Владимира тягостное положение, которое дошло до того, что он чувствовал себя в митрополичьих покоях в Лавре, как в осажденной крепости. Когда Киев был взят, командующий большевистскими войсками Муравьев пришёл к наместнику Лавры с предупреждением: «Я буду жить в лаврской гостинице, с вами у меня телефон. Если ворвутся к вам банды с обыском, с требованием денег или случится ещё что-нибудь — звоните ко мне», — сказал он. Вскоре днём в трапезную Лавры пришла банда матросов и потребовала еды. В то время как монахи их кормили, начались расспросы: довольна ли братия начальством? не имеют ли монахи каких-либо жалоб?… Послушники, распропагандированные революцией и возбуждённые агитацией Дородицына, стали жаловаться на притеснения: народ несёт в Лавру большие деньги, а поедает их «он»… — и они указали наверх, где находились покои митрополита. Матросы ворвались в его квартиру, отпихнули старика-келейника, пригрозив ему револьвером, — и бросились в спальню. Там они оставались около двух часов. Что в спальне происходило, неизвестно. Потом они вывели владыку Владимира и направились с ним к чёрному ходу. «Прощай, Иван…» — успел сказать келейнику митрополит. Вывели владыку из Лавры незаметно. У лаврских валов матросы прикончили его … расстреляли в упор… Он лежал полунагой, когда его нашли. Убийцы сорвали крест, панагию, даже набалдашник с посоха, только шубу не успели унести и бросили тут же… Монахи, видевшие, как уводили их митрополита, не только не подняли тревоги, не ударили в набат, но ни звука никому не сказали. Спустя уже значительное время кто-то спохватился и позвонил Муравьёву. Тот прислал своих солдат. Допросы, расспросы: кто? куда увели? когда? Но было уже поздно, злодеяние совершилось…
В церковной среде было распространено мнение, что митрополит Владимир пал от рук захвативших Киев большевиков; в таком ключе описывал в своих агиографических сочинениях обстоятельства смерти митрополита священник Михаил Польский.
С этим не согласен ряд церковных деятелей и исследователей. Так, архиепископ Русской зарубежной церкви Аверкий (Таушев) в 1974 году в слове «ко дню Русской Скорби» говорил: 

…обыкновенно принято считать, что Киевский Митрополит Владимир пал жертвой большевиков. Но расследование показало, что большевики, как таковые, в этом злодеянии, собственно говоря, даже не принимали никакого участия. Убили Митрополита распропагандированные большевиками бандиты, приглашённые для этой гнусной злодейской цели некоторыми монахами Киево-Печерской Лавры, тоже поддавшимися большевицкой пропаганде и злобно клеветавшими на своего Архипастыря, будто он «обирает» Лавру, которая получает большие доходы от богомольцев.
По данным исследователя Ильи Назарова, обнародованным 4 февраля 2008 года на заседании Киевского религиозно-философского общества, ему удалось обнаружить в Киевском областном госархиве материалы следственного дела № 16102 в отношении «членов Украинской церковной рады Маричева, Филиппенко, Липеровского» «в связи с убийством митрополита Владимира», проведённого летом 1918 года и не завершённого ввиду падения Украинской державы. На основании этих материалов исследователь сделал вывод, что «большевики не убивали», а смерть митрополита была выгодна сторонникам автокефалии, которые и стояли за спиной убийц. Согласно найденным материалам, установленным участником убийства был «крестьянин с. Ладино, Прилукского уезда, Трофим Харитонов Нетребко», демобилизованный солдат «Сердюкского горного дивизиона»
С такими выводами не согласен исследователь Кабанец, который полагал, что утверждения, что Владимира «выдали» убийцам лаврские послушники под влиянием агитации автокефалистов, едва ли соответствуют действительности. По данным этого учёного, большевики действительно не имели к убийству митрополита никакого отношения, а оно было совершено членами «Свободной ассоциации анархистов» не из идейно-политических, а материально-преступных побуждений. Особый отдел при штабе гетмана, действовавший во взаимодействии с державной вартой и Министерством внутренних дел, получил незадолго до крушения Украинской державы агентурное донесение, в котором говорилось, что «убийство Киевского Митрополита Владимира совершено было в январе месяце чинами Киевской ассоциации свободных анархистов, во главе… стояла гражданская жена „Арсентьева“, служившая ещё месяц тому назад в Городской Продовольственной управе… Личность будет выяснена». Кабанец отметил, что «Свободная ассоциация анархистов» искусно использовала политические лозунги для проведения уголовных преступлений, и предположил, что упомянутая «глава ассоциации „свободных анархистов“» и сестра милосердия, наводчица на лавру, — одно и то же лицо. По мнению учёного, хотя убийство и не было совершено по прямому указанию большевистских властей, однако оно было подготовлено и нравственно оправдывалось всей предшествующей большевистской агитацией и заявленной большевиками программой борьбы с церковью как с реакционным институтом.
По мнению учёного, ответственность за произошедшее в лавре несут все слои российского общества периода революционной смуты: как пастыри церкви, утратившие на протяжении предшествовавшей эпохи доверие и уважение простых граждан и думавшие только о сохранении старого порядка, так и взбудораженное приходское духовенство, симпатизировавшее насильственному реформированию общественного и церковного строя, и, само собой, развращённый популистскими политическими лозунгами лево-радикальных партий люмпенизированный сброд и интеллигенция, поощрявшая простонародье своей бездеятельностью и выжидательной позицией по отношению к насильственным действиям.

## Почитание и прославление

Рака с мощами священномученика Владимира в Дальних пещерах Киево-Печерской лавры

Всероссийский Поместный собор на своей второй сессии «Определением <…> о мероприятиях, вызываемых происходящим гонением на Православную Церковь» от 5 (18) апреля 1918 года, в частности, установил совершать поминовение «в день 25 января или в следующий за сим воскресный день (вечером) всех усопших в нынешнюю лютую годину гонений исповедников и мучеников».
Место кончины митрополита стали посещать богомольцы. Вскоре появился деревянный крест.
Архиерейский собор Русской православной церкви деянием от 4 апреля 1992 года прославил митрополита Владимира в лике священномучеников, а также установил празднование Собора новомучеников и исповедников Церкви Русской — российских святых XX века — «25 января (по старому стилю, в случае совпадения сего числа с воскресным днем) или в ближайший воскресный день после оного».
Летом 1992 года мощи священномученика Владимира были обретены и находятся ныне в Дальних пещерах Киево-Печерской лавры, в пещерной церкви Благовещения Пресвятой Богородицы.
4 мая 2017 года решением Священного синода Русской православной церкви включён в собор «Отцев Поместнаго Собора Церкви Русския 1917—1918 гг.».
Во имя священномученика Владимира Киевского освящены престолы храмов в Москве (в Южном Бутове (главный), придел храма Троицы Живоначальной в Старых Черёмушках, в Свиблове (главный и храм-часовня), придел храма Николая Чудотворца в Пыжах, придел собора Богоявления Господня бывшего Богоявленского монастыря), Зеленограде (при СИЗО № 12, главный), Подольске (крестильный храм), Королёве (главный), Новых Выселках (главный), Самаре (главный), Жигулёвске (главный), Моршанске (главный).

### Гимнография

Крест, установленный у места мученической кончины

- Молитва священномученику Владимиру, митрополиту Киевскому и Галицкому

О священномучениче и исповедниче Христов Владимире!

Услыши слезныя молитвы чад твоих и воздыхания, сердцем сокрушенным и смиренным приносимыя.

Се бо беззаконии омрачихомся и того ради бедами, яко тучами, обложихомся.

Но ты, святе Владимире, понеси яко сильный немощи наша, не отлучайся от нас духом, да не разлучимся в конец от любве Божия.

Призри милостивно на предстоящия и молящияся пред святою иконою твоею и вся прошения их во благое исполни.

Веруем бо, яко твоих страданий ради за отечество и люди российския велие дерзновение ко Господу имаши.

Егоже умоли, да укрепит ны в Православии и единомыслии и непоколебимом даже до смерти исповедании веры Христовы, страну нашу да спасет от междоусобныя брани, пастырем нашим да подаст духовное трезвение и ревность о спасении пасомых, правителем же суд и правду, обидимым заступление, недугующим душ и телес исцеление.

Мы же, грешнии, твоим предстательством укрепляеми, восхвалим Господа Иисуса Христа, Емуже слава подобает, честь и поклонение, со Безначальным Его Отцем и Пресвятым Духом, ныне и присно и во веки веков.

Аминь.
- Тропарь, глас 2-й

Веры православныя непорочный блюстителю и заповедей Христовых усердный исполнителю, священномучениче Владимире, Христа всем сердцем возлюбив, паству твою до́бре упасл еси́, незло́биво мученическую смерть прия́л еси́. Сего́ ради в вечной славе пребывая, моли спастися душам нашим.
- Кондак, глас 4-й

Образ Христова милосердия являя, покров и защищение пастве твоей был еси́, святи́телю отче Владимире, в кротости страдания приемля, безбожных мучителей, благословляя, простил еси. Тем же и нам испроси у Христа Бога дух ми́рен и ве́лию милость.

## Некоторые труды
- Римский амфитеатр — места увеселений язычников и страданий христиан. СПб., 1873 (СПб., 1915. 3-е изд. под загл.: Римский амфитеатр и христианские мученики).
- Речь при первом служении в Большом Московском Успенском соборе «Странник». СПб., 1898. Том 2.
- Речь при вступлении Их Императорских Величеств в Большой Московский Успенский собор «Прибавления к Церковным ведомостям». СПб., 1900. № 15-16.
- Речь при вручении жезла преосвященному Трифону (Туркестанову) 1 июля 1901 года «Прибавления к Церковным ведомостям». СПб., 1901. № 29.
- Слово высокопреосвященного Владимира, митрополита Московского и Коломенского, произнесенное на молебне пред началом нравственно-религиозных чтений для рабочих гор. Москвы. М., 1902.
- Слово при освящении придела св. Иоанна Воина в церкви Живоначальной Троицы, на Капельках, 28 декабря 1908 года М., 1909.
- Речь Святейшему Патриарху Тихону в день восшествия его на Патриарший Престол Всероссийской Православной Церкви, 21 ноября 1917 года Пг., 1918.
- Беседы на семь слов Спасителя с креста. СПб., 1899.
- Римский амфитеатр и христианские мученики. Сергиев Посад, 1900; Петроград, 1915.
- О труде и собственности. (1905).
- К богатым и бедным. (1906).
- Социальная задача семьи. (1906).
- Страдания Христа и страдания Церкви. СПб., 1907.
- О рабочем вопросе. На основании Евангельской притчи о работниках и винограднике (Мф. 20, 1-16.). (1907).
- Вечерние собеседования между крестьянином, рабочим и священником: Современные религиозные вопросы. Сергиев Посад. 1908.
- Наша пастырская задача в борьбе с социал-демократической пропагандой. (1909).
- Неверие книжников и фарисеев древнего и нашего времени, его мнимые основания и действительные причины. (1909).
- Два райских дара Божия в человечестве. М., 1912.
- Слово против социализма. (1913).
- Евангелие детства. Подарок детям. (1912).
- О праве церковного отлучения, или анафематствования.
- Обретение Бога (доказательства бытия Божия).
- Против ли нас (абстинентов) Библия? Доклад митрополита Владимира (Богоявленского), читанный на противоалкогольном Съезде в Москве 6 августа 1912 года. — М.: Печатня А. И. Снегирёвой, 1912. — 43 с.
- Пастырские беседы с детьми. — М., 1912; Петроград, 1915.
- Отче наш. Беседы на молитву Господню

## Награды
- Орден Святого Станислава 3-й степени (1880)
- Орден Святой Анны 2-й степени (1888)
- Орден Святого Владимира 3-й степени (1892)
- Орден Святой Анны 1-й степени (1893)
- Орден Святого Владимира 2-й степени (1903)
- Орден Святого Александра Невского (6 мая 1907)
- Бриллиантовые знаки к ордену Святого Александра Невского (6 мая 1911)
- Орден Святого Владимира 1-й степени (1915)
- Сербский орден Святого Саввы 1-й степени (1911)
- Черногорский орден Князя Даниила I 1-й степени (1911)
- Румынский орден Короны 3-й степени
- Бриллиантовый крест на клобук (1895) и на митру (1900), панагия с драгоценными камнями (1896) и бриллиантами (1912), крест для предношения в священнослужении (1913).

## Комментарии
1. ↑  Даты в статье даны по старому стилю, если специально не оговорено иное.
2. ↑  Отец, как и сын, впоследствии принял мученическую кончину[2].